# Prigionieri del male
Prigionieri del male è un film del 1955 diretto da Mario Costa, tratto dal romanzo Sancta Maria di Guido Milanesi.

## Trama
Un aereo precipita in mare, tra i superstiti una giovane giornalista russa atea, Nadia Ulianova, in viaggio per compiere un'inchiesta sul cattolicesimo in Italia, e un sacerdote cattolico, padre Lorenzo.

La notizia dell'incidente e il nome delle persone coinvolte accendono la curiosità di Elena, una signora di origine russa, sposata ad un ingegnere italiano, che ha seri elementi per pensare che Nadia sia la sua sorella minore. La donna riesce a convincere la superstite a trasferirsi a Napoli, a casa sua.
Da questo momento la giovane russa scopre una nuova realtà: ritrova l'affetto della famiglia, l'amore per un giovane e la fede nella Madonna.

## Produzione
Il film, frutto di una co-produzione con la Spagna, rientra nel filone dei melodrammi sentimentali, comunemente detto strappalacrime, molto in voga in quel periodo tra il pubblico italiano, in seguito ribattezzato dalla critica con il termine neorealismo d'appendice.

## Distribuzione
La pellicola venne distribuita nel circuito cinematografico italiano il 30 dicembre del 1955.
Fu poi distribuito anche in Spagna, Paese co-produttore, con il titolo Revelación, in Francia con il titolo Prisonniers du mal e nei paesi anglofoni con il titolo Revelation.

## Accoglienza
Il film raccolse un discreto successo di pubblico, incassando 73.200.000 lire dell'epoca.

## Opere correlate
Il romanzo di Milanesi era già stato trasposto al cinema nel 1941 con la pellicola Sancta Maria diretta da Pier Luigi Faraldo ed Edgar Neville e rientrante nel filone del cinema di propaganda, in quanto caratterizzato, più che dalla parte sentimentale, da una forte componente anti-sovietica.